# Hirschsprung

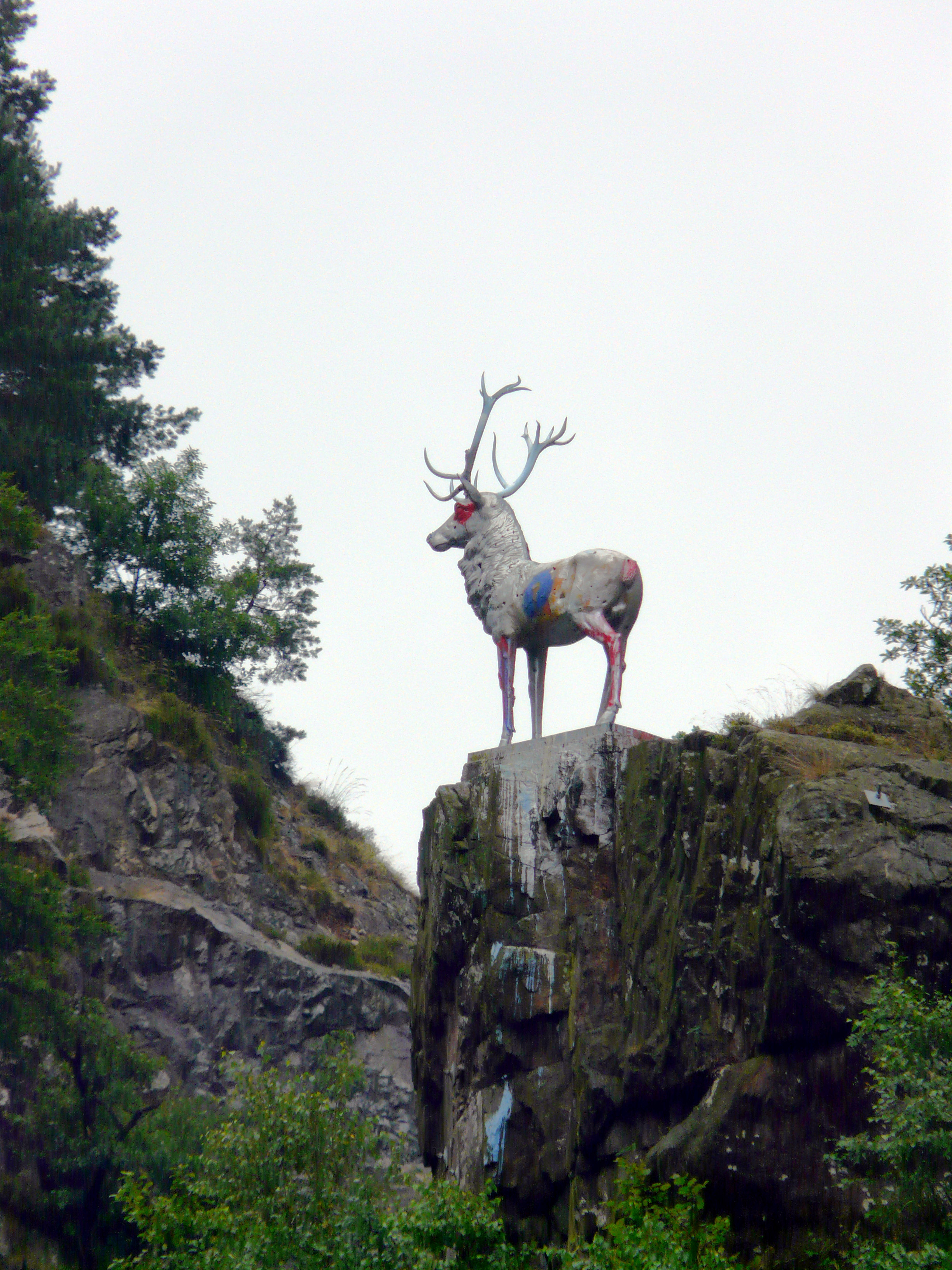
Monumento del ciervo

Hirschsprung es una palabra alemana que significa Salto del ciervo. Es el nombre de un lugar en el Höllental (traducido: Valle del infierno) en la Selva Negra cerca de Friburgo de Brisgovia en Baden-Wurtemberg, Alemania, que fue el escenario de una leyenda. Un ciervo a punto de ser cazado por un Caballero del Castillo de Falkenstein, saltó por miedo de morir al desfiladero. En aquel entonces tenía una anchura de sólo 9 m y hacia abajo un ciervo es capaz de dar saltos de hasta 10 m. De esta manera, el ciervo escapó a su perseguidor.

## Enlaces
- Wikimedia Commons alberga una categoría multimedia sobre Hirschsprung.